# Pacsirta (regény)
A Pacsirta Kosztolányi Dezső regénye, egy csúnya lány és az érte lemondó életformájukat megadóan vállaló szülők kisvárosi környezetben lezajló csendes tragédiájának rajza. 
Először folytatásokban jelent meg a Nyugatban 1923-ban, majd könyvalakban 1924-ben az Athenaeum Kiadó, Korunk Mesterei sorozatában.

## Cselekménye
A regény a 20. század fordulójának magyar kisvárosában, Sárszegen játszódik. A történet középpontjában a Vajkay család áll: apa és anya, vagyis az idős Vajkay Ákos korábbi levéltáros és felesége, akik Pacsirtának nevezték el a lányukat, „nagyon régen; mikor még énekelt. Azóta a név rajta ragadt, és viselte, mint kinőtt gyermekruhát.” 
A csúnya, szerencsétlen sorsú 35 éves lánynak még nem akadt kérője. A család ritkán mozdul ki otthonából, a szülők még a tükröket is letakarják, hogy ne szembesüljenek a valósággal: Pacsirtával együtt boldogtalan, lemondó és kilátástalan az életük. Most azonban a rokonokhoz néhány napra elküldhetik őt nyaralni. Az egy hét, amíg féltett és dédelgetett lányuk távol van, rövid felszabadulás számukra, amire csak fokozatosan ébrednek rá. Előbb csak az étvágyuk jön meg, az ízletes étel öröme, régi ismerősökkel találkoznak, még színházba is elmennek, majd előbújnak az elnyomott vágyak is. Amikor Vajkay Ákos elolvassa Pacsirta levelét, rögtön el is veszíti; csak a színházban látott primadonna jelenete van szemei előtt: „Orosz Olgát látta, mikor Reginald Fairfaxot szájon csókolta.” Végül a részegen hazatérő férfiből feltör az éveken át összegyűlt indulat és az önvallomás: 
 

– Igenis – kiabált Ákos, és kezével az asztalra vert, mint előbb. – Gyűlöljük őt. Utáljuk.

– Megőrültél? – kiabált az asszony, ki még mindig az ágyban feküdt.

Ákos pedig, hogy kihozza sodrából feleségét, és megbotránkoztassa őt, egyre emelte a hangját, mely megbicsakolt, rikácsolt.

– Azt akarnánk, hogy ne is legyen itt, úgy mint most. És azt se bánnánk, ha szegény akár ebben a pillanatban meg…

Nem mondta ki a szörnyű szót. De így még szörnyűbb volt, mintha kimondta volna.
Azután józanul kénytelen belátni, hogy ebből a helyzetből nincs kiút. Lányuk hazaérkezésével a régi módon folytatódik életük. Pacsirta maga is várt valamit ettől a nyaralástól, de „Semmi sem történt, ismét semmi.” 
Mire az olvasó a történet végére ér, feltárul előtte a kisváros hol részvéttel, hol iróniával és sötét színekkel ábrázolt világa. Sárszeg egyetlen aszfaltos utcája a Széchenyi utca, amelyen „három koporsós-üzlet is volt egymás mellett és két sírköves-bolt; (…) egyetlen nagy tere, piaca, agorája” a Széchenyi tér. A heti vásárra ide érkező asszonyok „Először megitatták rívó csecsemőjüket, kik kalarábés-kötegek között mozogtak, valahol a kasban. Kikotorták a csizmaszárból a tejesüveget, melynek szopókáján már rajban feketültek a legyek, éhes magzatjaik szájába nyomták, azok pedig mohón kortyintgatták a meleg, megsavanyodott tejet.” Ezt követi a heti piac szemléletes leírása „a ragadó hőségben, minden színben, minden lármával. (…) Föléjük pedig szürke ezüstfátyolt vont a por, Sárszeg gyilkos pora, mely megtizedelte az itteni gyermekeket, s a felnőtteket korai halállal sújtotta.”
Megjelennek a helyi társadalom jellegzetes figurái, köztük egy sárga bajuszos úr, a tűzoltó-főparancsnok, „de tulajdonképp a sárszegi társadalom hatalmas faktora… Híres ivó, a Párducok című asztaltársaság elnöke. (…) Néhány párducnak már aranyfoga volt… Mások kidőltek, meghaltak idült szeszmérgezésben, májzsugorodásban, mely a sárszegi férfiéletek rendes befejezője.”

## Kritikája

### Megjelenésekor
Császár Elemér irodalomtörténész szerint a regény „Érdeme a becsületes realizmus. Az életet a maga való színében mutatja be, torzítás, sőt túlzás nélkül, de fogyatkozása, hogy meséje – egyáltalán nincs.” A két cselekményszál – a leány rokoni látogatása és ez alatt a szülők otthoni élete – „egészen érdektelen, belőlük nem rakódik össze az élet képe, megmaradnak sivár, jelentés nélküli, unalmas epizódoknak.”
„A magyar kishivatalnok életének regénye ez: sivár, szomorú, szárnyaszegett élet.” – írja Alszeghy Zsolt a regényről, de a történetet ő is csak mérsékelten érdekesnek, vontatottnak látja. „Sok egyéni vonást nem találunk benne, sem alakjaiban, sem életében.” Az író sajnálja alakjait, hangjának zenéjén érezni a rokonszenvet, de nincs „semmi kiélezés, semmi szimbólummá-emelés benne.”

### Az 1960-as években
Az 1960-as évek értékelésében a reális lélekrajz mellett a regény társadalomkritikai iránya is helyet kap. Az író könyvében egyrészt leleplezi az idill hazugságait, másrészt részvéttel rajzolja főalakjait. És „…ahogy Vajkayékról az önáltatás máza lehull – a kisváros úri társadalmáról kitudódik, hogy rendezett, harmonikus külsőségei mögött üresség, erkölcse mögött feslettség, elvetélt és eltorzult vágyak lappanganak, fényei mögött unalom, boldogtalanság és sivárság sötétlik.” A regény szigorú kompozíciója, „a mesteri ökonómia azonban, talán épp a lélektani képlet érdeke miatt, túlságosan is puritánná alakítja a regényt. Takarékossága olykor szikársággá szigorodik s anyagából kiszűri a melegebb színeket.”

## Filmadaptációk
A regényből Ranódy László rendező irányításával készült fekete-fehér filmet, a Pacsirtát 1963-ban mutatták be.
2020-ban ismét megfilmesítették a történetet, ezúttal Paczolay Béla rendezésében. A film érdekessége, hogy a századforduló helyett az 1960-as évekbe helyezték a cselekményt. 2022. március 11-én mutatták be az M5 TV-n.